# 澤仁體育女排俱樂部
澤仁體育女排俱樂部（英語：Zeren Spor Kulübü），是一間位於土耳其安卡拉的女排俱樂部，成立於2022年。澤仁體育參加了2023-2024賽季土耳其女排甲級聯賽，並順利通過了小組賽，但未能晉級決賽小組。最終，澤仁體育購買了丘庫羅瓦市體育俱樂部的參賽權。另其獲得土耳其女子排球聯賽的參賽資格。

## 球員名單（2025-2025賽季）
| 球衣 | 球员                  | 生日          | 身高 (m) | 位置     |
| ---- | --------------------- | ------------- | -------- | -------- |
| 5    | 謝伊瑪·厄爾坎         | 1994年7月5日  | 1.87     | 主攻     |
| 9    | 布蘭基察·米哈伊洛維奇 | 1991年4月13日 | 1.90     | 接應二傳 |
| 15   | 亞歷山德拉·烏澤拉奇   | 2004年7月27日 | 1.88     | 主攻     |
| 23   | 欧菲莉亚·马里诺夫     | 1996年2月29日 | 1.84     | 二傳     |

## 知名球员
- 布蘭基察·米哈伊洛維奇（2024－）
- 亞歷山德拉·烏澤拉奇（2024－）
- 欧菲莉亚·马里诺夫（2024－）
- 伊麗莎白·科丘里娜（法语：Elizaveta Kochurina）（2024－2025）
- 馬婭·阿列克西奇（2025－）
- 貝依扎·阿勒哲（2025－）

## 外部連結
1. ↑  Mete, Aziz. . Voleybolunsesi. 1 April 2024  [25 April 2024]. （原始内容存档于25 April 2024） （土耳其语）.